# Château des Clées
Ne doit pas être confondu avec Châteaux des Clets ou Château de Clefs.
Le château des Clées est un château situé dans la commune vaudoise des Clées, en Suisse.

## Histoire
Le château des Clées, qui commandait une vaste châtellenie, s'élevait sur un éperon rocheux dominant le village. Sa position lui permettait de garder ce passage étroit. Lieu d'échange et de commerce, de vastes entrepôts recevaient les marchandises avant qu'un péage ne soit perçu. Inféodée aux comtes Genevois dans un premier temps, la châtellenie passa ensuite à la maison de Savoie.
Elle assurait la protection de l'abbatiale de Romainmôtier et de toute la vallée de Joux et comprenait les terres de Rances, Valleyres, la Russille, Sergey, l'Abergement, Montcherand et Mont-la-Ville ainsi que les seigneuries de Lignerolle et de Ballaigues. 
Au XIIe siècle la forteresse servait de refuge à des brigands qui dévalisaient les voyageurs et interceptaient les marchandises qui y transitaient si bien que, vers 1130, le pape Innocent II chargea l'évêque de Lausanne Guy de Maligny de frapper d'excommunication quiconque y demeurerait.
En 1232 Guillaume II de Genève tenait en fief cette place du comte de Bourgogne Hugues de Chalon. Trente ans plus tard, une sentence arbitrale confirma l'appartenance du château des Clées au comte Pierre II de Savoie. Cette famille, par le rachat des terres de la vallée de Joux en 1344 à François Ier de La Sarraz, intégra Les Clées à ces nouvelles possessions en faisant ainsi une place forte de premier plan et lui accordant par là-même ses lettres de franchises le 14 juillet 1359.
En 1326, le mercredi avant Saint-Jean Porte latine. Louis de Savoie, seigneur de Vaud, concède à Jaques de Galera, bourgeois des Clées, le poids des Clées, sur lequel on pèse les balles de laine (Baule lanarum) qui passent par là pour aller en Italie, avec le droit de prélever dix deniers par balle. 
Le 9 février 1351, Isabelle de Châlons, dame de Vaud, concède à Jaquemin de Galera, bourgeois des Clées, le péage des Clées, à raison duquel il pourra prélever un denier lausannois neuf par balle ; il tiendra d'elle la halle des Clées, l'entretiendra et la garantira contre le feu, verrouillera les portes et les fenêtres. 
En 1444 le duc Louis Ier de Savoie fit entreprendre les rénovations des murs d'enceintes. Lors de l'entrée des confédérés dans le comté de Vaud en 1475, la forteresse fut prise par les Suisses ; son capitaine Pierre de Cossonay ainsi que son lieutenant Hugues de Gallera furent décapités, la ville incendiée. 
Après l'invasion bernoise de 1536, la place est conservée pour permettre de récolter des taxes liées au péage et à l'entrepôt de marchandises. Les marchands se détournèrent cependant progressivement des Clées, préférant utiliser de nouvelles routes plus praticables pour traverser le massif du Jura, en particulier celle reliant Orbe à Jougne.
Progressivement délabré, ce château des Clées est un exemple précoce de ruine pittoresque à être convertie en habitation, vers 1831 déjà, par un pasteur anglais, le révérend Walter Holiday. Celui-ci, refusant des projets d'architectes régionaux tels que Louis Landry et Henri Fraisse, transforme l'édifice selon un croquis envoyé par un bâtisseur anglais resté anonyme.
Le château est classé bien culturel d'importance nationale.

## Liste des châtelains des Clées
- 1232 : Antoine
- 1260 : Le seigneur de Seuther
- 1263 : Nantelme de Billens
- 1266 : Humbert Suchet de Féterne
- 1272 : Jocerand de La Baume
- 1285 : Girard de Compey
- 1296 : Thorain de Gruyère
- 1349 : Richard, seigneur de Mont-le-Grand
- 1392 : Nicod de Saint-Martin
- 1398 : Jacques Champion
- 1410 : Richard d'Illens
- 1415 : Pierre de Pittignier
- 1438 : Guillaume Mayor
- 1462 : Guillaume de La Sarraz
- 1475 : Pierre de Cossonay
- 1536 : Jean de Valayre